# Giải đặc biệt của Ban Giám khảo (Liên hoan phim Venezia)
Giải đặc biệt của Ban Giám khảo là một giải của Liên hoan phim Venezia trao hàng năm cho một hoặc hai phim được coi là ít xuất sắc hơn phim đoạt giải Sư tử vàng. Giải này được lập từ năm 1951.

## Các phim đoạt giải
- 1951 A Streetcar Named Desire của Elia Kazan
- 1952 Mandy của Alexander Mackendrick
- 1953-1957 không trao giải
- 1958 The Lovers của Louis Malle và La sfida của Francesco Rosi
- 1959 The Magician của Ingmar Bergman
- 1960 Rocco and His Brothers của Luchino Visconti
- 1961 Peace to Him Who Enters của Aleksandr Alov & Vladimir Naumov
- 1962 Vivre sa vie của Jean-Luc Godard
- 1963 The Fire Within của Louis Malle và Introduction to Life của Igor Talankin
- 1964 Tin Mừng theo thánh Mátthêu của Pier Paolo Pasolini và Hamlet của Grigori Kozintsev
- 1965 Simon of the Desert của Luis Buñuel, I Am Twenty của Marlen Khutsiev và Modiga Mindre Män của Leif Krantz
- 1966 Chappaqua của Conrad Rooks và Yesterday Girl của Alexander Kluge
- 1967 China is Near của Marco Bellocchio và La Chinoise của Jean-Luc Godard
- 1968 Our Lady of the Turks của Carmelo Bene và Le Socrate của Robert Lapoujade
- 1969-1980 - không trao giải
- 1981 Sogni d'oro của Nanni Moretti và Eles não usam black tie của Leon Hirszman
- 1982 Imperativ của Krzysztof Zanussi
- 1983 Biguefarre của Georges Rouquier
- 1984 Le favoris de la lune của Otar Ioseliani
- 1985 Tangos. El exilio de Gardel của Fernando E. Solanas
- 1986 Cuzaja, belaja i rjaboj của Sergei Solov'ëv và Storia d'amore của Francesco Maselli
- 1987 Hip, Hip, Hurra! của Kjell Grede
- 1988 Camp de Thiaroye của Sembène Ousmane & Thierno Faty Sow
- 1989 Et la lumière fut của Otar Iosseliani
- 1990 An Angel at My Table của Jane Campion
- 1991 A Divina Comédia của Manoel de Oliveira
- 1992 Morte di un matematico napoletano của Mario Martone
- 1993 Bad Boy Bubby của Rolf De Heer
- 1994 Natural Born Killers của Oliver Stone
- 1995 A Comédia de Deus của João César Monteiro và L'uomo delle Stelle của Giuseppe Tornatore
- 1996 Brigands của Otar Iosseliani
- 1997 Ovosodo của Paolo Virzì
- 1998 Terminus Parabys của Lucian Pintilie
- 1999 The Wind Will Carry Us của Abbas Kiarostami
- 2000 Before Night Falls của Julian Schnabel
- 2001 Dog Days của Ulrich Seidl
- 2002 Dom Durakov - La maison des fous của Andrej Končalovskij
- 2003 The Kite của Randa Chahal Sabbag
- 2004 The Sea Inside của Alejandro Amenábar
- 2005 Mary của Abel Ferrara
- 2006 Daratt của Mahamat Saleh Haroun
- 2007 I'm Not There của Todd Haynes